# خامنه
خامْنِه یکی از شهرهای استان آذربایجان شرقی است که با ۳۰۵۶ نفر جمعیت (مطابق با سرشماری سال ۱۳۹۵ خورشیدی) در بخش مرکزی شهرستان شبستر واقع شده‌است. این شهر در ۵ کیلومتری شمال‌غرب شبستر و ۷۲ کیلومتری شمال‌غرب تبریز قرار گرفته‌است.
سوغاتی این شهر یک نوع نان محلی است که کوکه نام دارد  

## پیشینه
خامنه در گذشته محل تولید پارچه و پشم بوده و نام قدیم آن «خومنا» بوده‌است. این شهر در دوره‌های صفویان و قاجاریان از شهرهای مهم منطقهٔ ارونق بوده و در میان شهرهای آذربایجان شهرت خاصی داشته و از جایگاه ویژه‌ای برخوردار بوده‌است. مدرسهٔ معرفت نخستین مدرسهٔ منطقهٔ شبستر و یکی از اولین مدارس نوین ایران بوده که پیش از پیروزی انقلاب مشروطه و در سال ۱۲۷۸ هجری در خامنه بنا شده‌است. همچنین دیواری در محوطه چشمه کهریز توسط  تقی سلطان جهت رفاه زنان بنا گردیده‌است.
خامنه در گذشته مرکز تجاری منطقه بوده و بازارهای هفتگی و بازارهای کاروان‌ها در آن برقرار می‌شده‌است. هم‌اکنون نیز در روزهای پنجشنبه بازار هفتگی در شهر خامنه برپا می‌شود که بسیاری از مردم خود شهر خامنه و مردم شهرها و روستاهای اطراف، مایحتاج هفتگی خود را از این بازار تهیه می‌نمایند. بهترین محله خامنه، محله بازار خامنه می باشد که به دلیل 1. مرکزیت این محله در شهر خامنه، 2. تشکیل بازارهای هفتگی 3.دسترسی به بانک، ترمینال خامنه و ایستگاه سواری و ... بهترین منطقه خامنه به شمار می رود. در حمام تاریخی، درخت چنار کهنسال، قلعهٔ هراتی، مساجد تاریخی (متعلق به سده‌های پنجم و ششم هجری) و مسجد میرپنج (متعلق به دورهٔ قاجاریان) از مهم‌ترین بناهای تاریخی این شهر محسوب می‌شوند. همچنین در سال ۱۳۸۶ خورشیدی در محل حمام تاریخی خامنه، موزهٔ هدایای این شهر تأسیس شد.

## جغرافیا
خامنه در پنج کیلومتری شمال جادهٔ تبریز-شبستر-سلماس واقع شده و ۱۳۸۰ متر از سطح دریا ارتفاع دارد. شهرداری خامنه در سال ۱۳۱۴ خورشیدی تأسیس شد. این شهر تا سال ۱۳۶۹ خورشیدی تابعهٔ شهرستان تبریز بود که در این سال با ارتقای درجهٔ شبستر و ایجاد شهرستان شبستر به این شهرستان پیوست.
خامنه در کوهپایه‌های کوهمیشو (میشوداغی) گسترده شده و شیب عمومی آن از شمال به جنوب است. این شهر از سمت شمال به شهر دریان و از شرق به شهر شبستر، از سمت جنوب به شوره‌زارهای بندر شرفخانه، شندآباد و دریاچهٔ ارومیه و از سمت غرب به تسوج و کوزه‌کنان محدود شده‌است. رود کفتر علی از بخش غربی آن عبور می‌کند و دارای چشمه‌ها و قناتهای متعددی می‌باشد.

## مردم
خامنه با افت شدید جمعیت روبه‌رو بوده‌است؛ به گونه‌ای که جمعیت این شهر از ۴٬۸۰۰ نفر در سال ۱۳۳۵ خورشیدی به ۳۰۵۶ نفر در سال ۱۳۹۵ خورشیدی کاهش یافته‌است. علت اصلی افت جمعیت، مهاجرت ساکنان این شهر به شهرهای دیگر بوده‌است. مردم خامنه پیرو مذهب شیعهٔ دوازده‌امامی بوده و به زبان ترکی آذربایجانی سخن می‌گویند. ،سید جواد خامنه‌ای، میرحسین موسوی، شیخ محمد خیابانی، اسدالله معرفت،میرزا جعفر نقوی خامنه ای٫ موسی احمدی٫دکتر علی اکبر عرشی خامنه٫پرفسور فریدون بابایی خامنه٫صادق خان خامنه٫ صمد صمدیان‌پور، سید علی خامنه‌ای رهبر دوم و کنونی جمهوری اسلامی ایران و میرزا فتحعلی آخوندزاده از اهالی سرشناس شهر خامنه هستند.

## اماکن گردشگری
از اماکن گردشگری این شهر می‌توان به موارد زیر اشاره کرد:
- موزهٔ هدایای خامنه
- درختان ۱٬۷۰۰ سالهٔ چنار
- مسجد تاریخی میرپنج
- خانهٔ شیخ محمد خیابانی
- مقبرهٔ شیخ نجم‌الدین گیلانی
- آب‌انبار قیرخ ایاخ
- منطقهٔ گردشگری قره کهریز
- مسجد جامع خامنه